# 庫皮斯尼克區
7°20′57″S 79°01′49″W / 7.3492°S 79.0303°W
庫皮斯尼克區（西班牙語：Distrito de Cupisnique），是秘魯的一個區，位於該國北部卡哈馬卡大區的孔圖馬薩省，始建於1964年2月20日，面積280.2平方公里，海拔高度1,875米，2005年人口1,657，人口密度每平方公里5.9人。